# ماهام سیبی
ماهام سیبی (انگلیسی: Mahamé Siby؛ زادهٔ ۷ ژوئیهٔ ۱۹۹۶) بازیکن فوتبال اهل فرانسه است.
از باشگاه‌هایی که در آن بازی کرده‌است می‌توان به باشگاه فوتبال والنسین اشاره کرد.